# Trophée des Alpes
Le trophée d'Auguste ou trophée des Alpes est un monument romain commémoratif à l'état de ruine, datant de 7-6 av. J.-C., situé sur la commune de La Turbie dans les Alpes-Maritimes, en France. Il surplombe la principauté de Monaco. Son nom latin est Tropæum Alpium.

## Historique

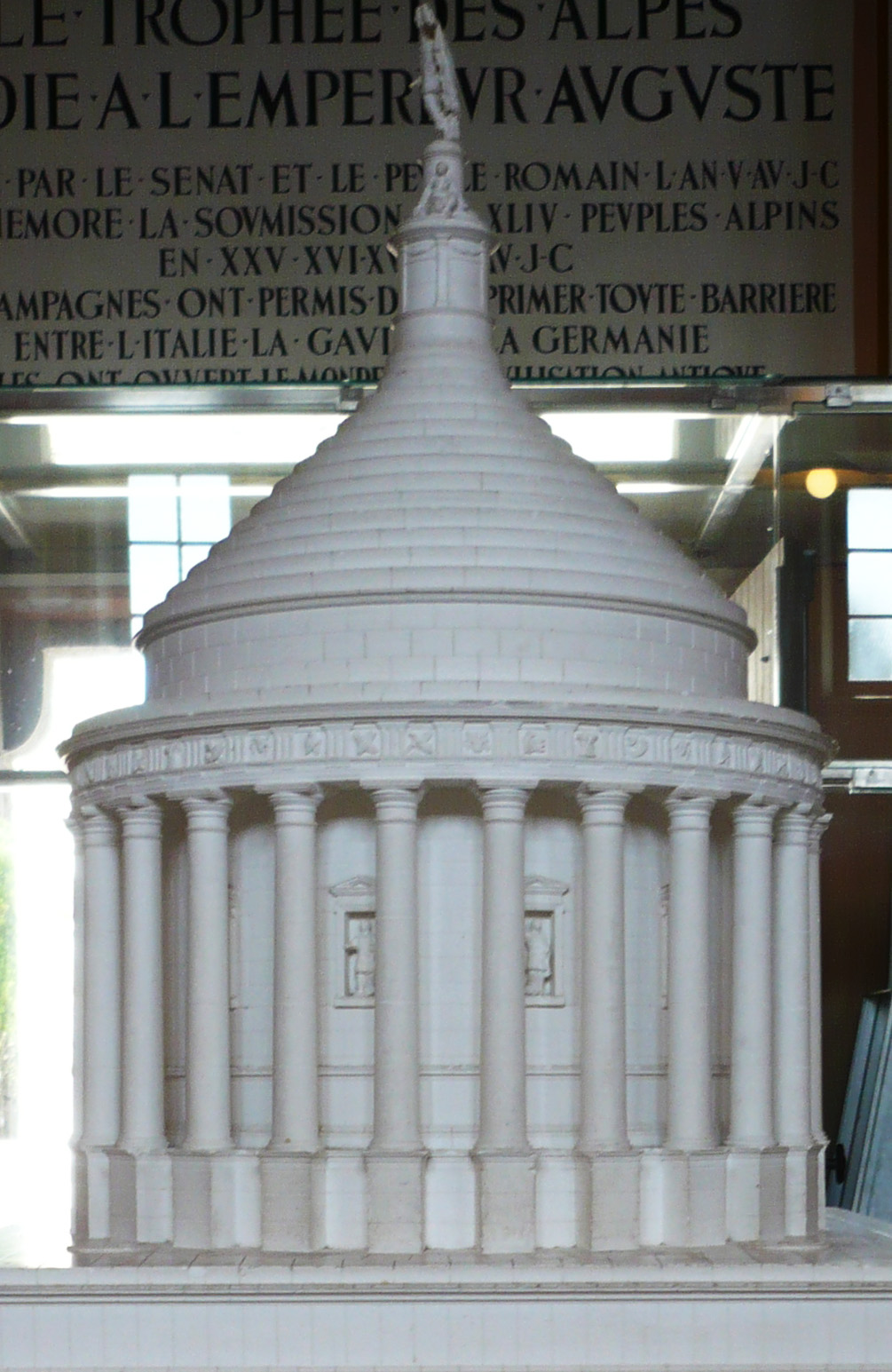
Reconstitution du trophée des Alpes tel qu'il devait être avant sa destruction de 1705.

Le trophée des Alpes fut élevé en l'honneur de l'empereur romain Auguste au point haut de la via Julia Augusta. Il célèbre la victoire définitive sur quarante-quatre tribus qui entravaient auparavant les multiples passages alpins. Plus qu'une attaque pour accaparer des marchandises, ces peuples imposaient alors à ceux qui empruntaient leurs cols un contrôle des relations commerciales et des mouvements militaires inacceptables pour l'Empire romain.
Mentionnant d'autres peuples rhètes et alpins, le trophée relate en particulier indirectement la soumission de 23 à 13 av. J.-C. des derniers peuples celto-ligures indépendants qui peuplent les massifs alpins entre la province Narbonnaise et Gaule cisalpine.
Ici la soumission a permis la continuation de la via Aurelia par la construction de la via Julia Augusta. Le peuple local des Vediantes, allié aux Romains reçoit en 10 av. J.-C. la cité des Alpes maritimes, dont la capitale construite en sur les hauteurs de Nikaia était Cemenelum, aujourd'hui Cimiez un simple quartier de Nice.
Ce trophée n'avait aucune vocation militaire et ne pouvait jouer aucun rôle de refuge ou de fortification. Il marquait la frontière entre l'Italie et la province Narbonnaise ou Provence, plus tard repoussée au fleuve Var. Cependant, entre le XIIe siècle et le XVe siècle, le trophée devient forteresse et les maisons sont rattachées au mur d’enceinte.
En 1705, quand la guerre entre la France et la Savoie a repris, Louis XIV ordonna la destruction de toutes les forteresses de la région, et le fit ainsi partiellement exploser. Le trophée devient alors une véritable carrière, et ses pierres servent entre autres à la construction de l'église Saint-Michel du vieux village.
En 1865, les vestiges sont classés au titre des monuments historiques.
Dans les années 1930, il est restauré grâce au mécénat d'Edward Tuck, un philanthrope américain, qui passe ses hivers à Monte-Carlo. Les travaux sont dirigés par Jules Formigé. Il est inauguré le 26 avril 1934.
Le trophée des Alpes est maintenant le principal attrait touristique de la commune de La Turbie.
Le bimillénaire du trophée,  a été commémoré du 10 juillet au 28 août 1994 par le Centre des monuments nationaux avec une composition de trois jeunes artistes proposant des approches différentes du trophée et la réalisation d’un film vidéo de Vincent Gareng sur l’histoire du monument et un spectacle lumière de Louis Clair, concepteur lumière.

## Description
La pierre calcaire nécessaire pour ériger le Trophée d'Auguste a été extraite de la « carrière romaine », située à environ 500 mètres de là, où l'on peut encore voir les traces des sections de colonnes découpées dans la pierre.
L'environnement immédiat du Trophée est riche en vestiges de l'Empire romain, dont des voies romaines. Il se trouve sur la via Julia Augusta (du nom de l'empereur Auguste). Continuation de la via Aurelia, cette voie romaine reliait Vintimille à Cemenelum (Cimiez). Diverses fontaines sur les territoires des communes de Beausoleil et de Roquebrune-Cap-Martin sont réputées romaines.
À l’origine (d’après les architectes Formigé père et fils), la base principale avait une longueur de 38 m, la première plate-forme une hauteur de 16 m, la rotonde comptait 24 colonnes et la statue d’Auguste trônait à une hauteur de 49 m. Le trophée restauré s'élève actuellement à 35 m.
D'après la date de sa dédicace, sa construction fut achevée en 7 ou 6 av. J.-C.

### Inscription latine

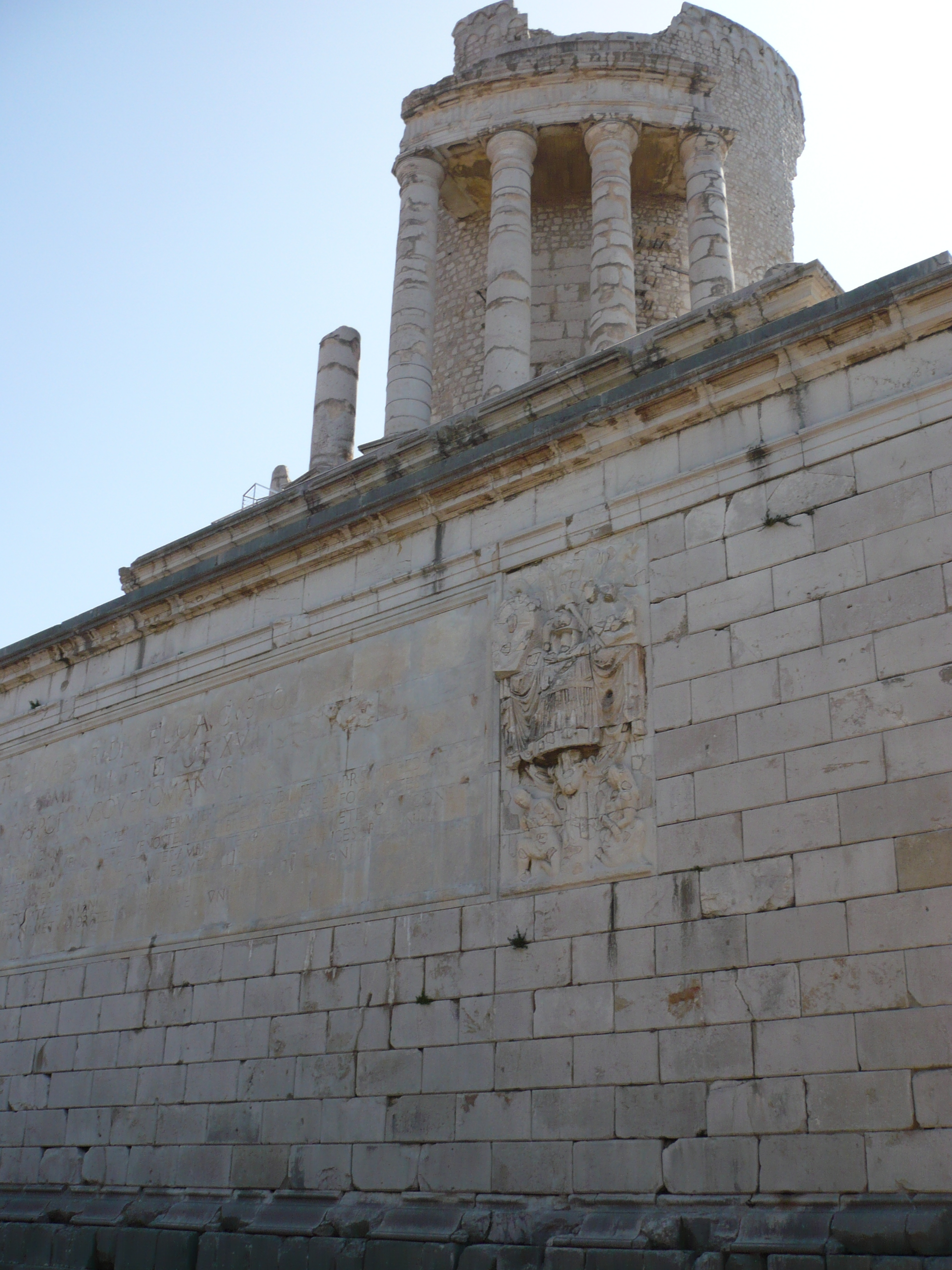
L'inscription latine monumentale.

Sur la façade ouest du trophée des Alpes, à l’arrivée de la via Julia Augusta, est gravée la dédicace du Sénat en l’honneur de l’Empereur suivie du nom des 44 peuples pacifiés (notamment celtes, ligures, vénètes, germains entre autres peuples) qui s'étendaient sur l'ensemble de la chaîne alpine, de l'Adriatique à la Méditerranée, énumérés dans l’ordre géographique, de l’Orient à l’Occident.
Pline l'Ancien en a donné une transcription :
« imp · cæsari divi filio avg · pont · max · imp · xiiii · tr · pot · xvii · s · p · q · r · qvod eivs dvctv avspiciisqve gentes alpinæ omnes qvæ a mari svpero ad infervm pertinebant svb imperivm p · r · svnt redactæ · gentes alpinæ devictæ trvmpilini · camvnni · venostes · vennonetes · isarci · brevni · genavnes · focvnates · vindelicorvm gentes qvattvor · cosvanetes · rvcinates · licates · catenates · ambisontes · rvgvsci · svanetes · calvcones · brixenetes · leponti · vberi · nantvates · sedvni · varagri · salassi · acitavones · medvlli · cenni · catvriges · brigiani · sogionti · brodionti · nemaloni · edenates · esvbiani · veamini · gallitæ · trivllati · ecdini · vergvnni · egvitvri · nematvri · oratelli · nervsi · velavni · svetri »
Traduction :
« À Imperator César Auguste, fils du divin (César), grand pontife, imperator à XIV reprises, investi de la puissance tribunitienne pour la XVIIe fois, le Sénat et le Peuple de Rome (ont érigé ce monument) parce que, sous ses ordres et sous ses auspices, tous les peuples alpins qui s'étendaient de la mer Supérieure jusqu'à la mer Inférieure ont été rangés sous la puissance du Peuple romain. Peuples alpins vaincus : les Trumpilini, les Camunes, les Vénostes, les Vennonètes, les Isarciens, les Breunes, les Génaunes, les Focunates, les quatre nations vindéliciennes, les Consuanètes, les Rucinates, les Licates, les Caténates, les Ambisuntes, les Rugusces, les Suanètes, les Calucons, les Brixentes, les Lépontiens, les Ubères, les Nantuates, les Sédunes, les Véragres, les Salasses, les Acitavons, les Médulles, les Ucènes, les Caturiges, les Brigianes, les Sogiontiques, les Brodiontiques, les Nemaloni, les Édenates, les Ésubianis, les Véaminis, les Gallites, les Triulattis, les Ectinis, les Vergunni, les Éguituris, les Némenturis, les Oratellis, les Nérusis, les Vélaunis (Vellaves ?), les Suetri. »
La localisation géographique des peuples cités n’est pas connue avec exactitude et parfois complètement inconnue. Elle fait l’objet de recherches, mais l'inscription sur le trophée, comme l'a rappelé Philippe Casimir, permet de dégager une reconstitution de la situation des Alpes dans l'Antiquité.

## Galerie

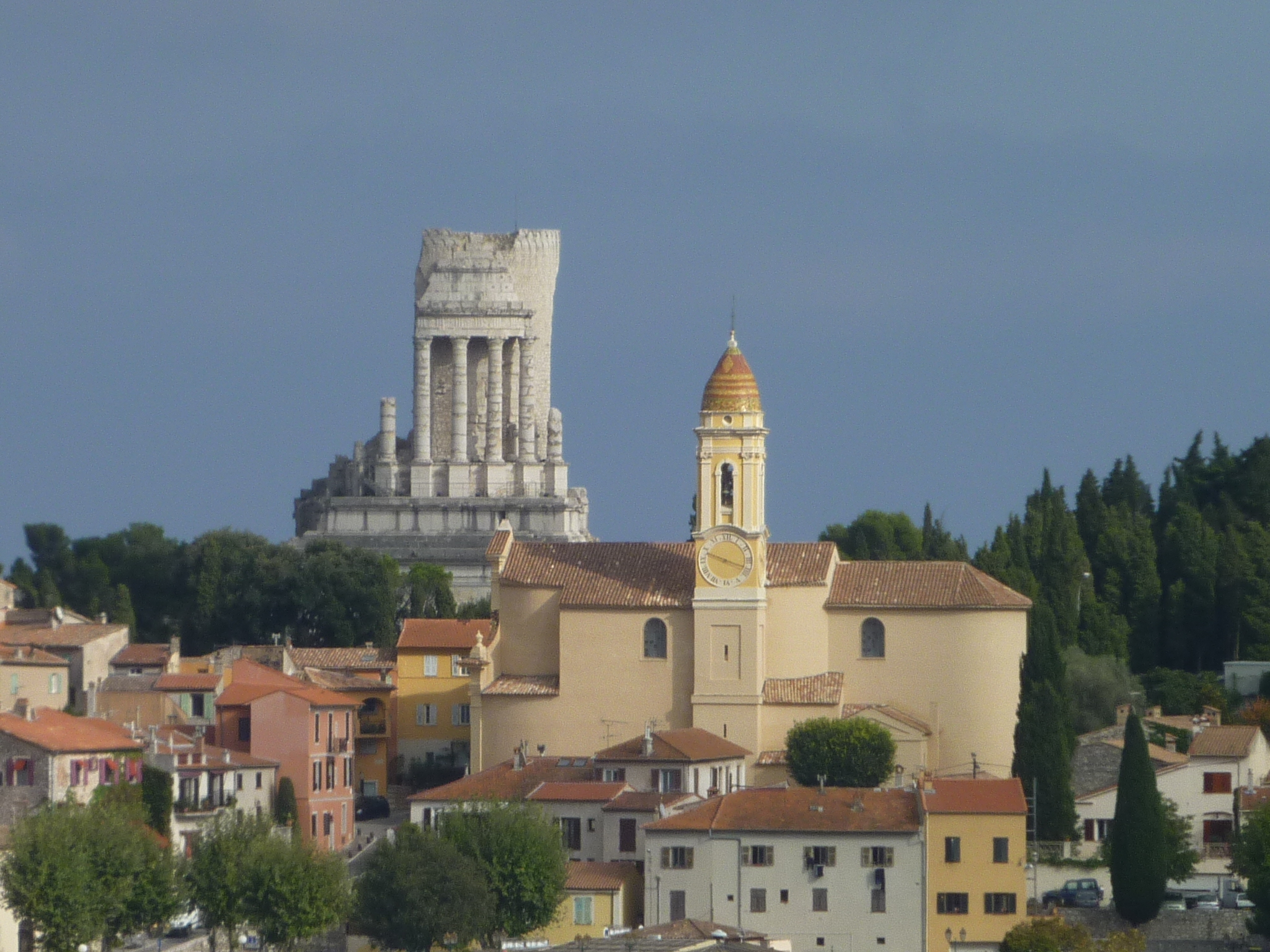
Église Saint-Michel et le Trophée des Alpes.
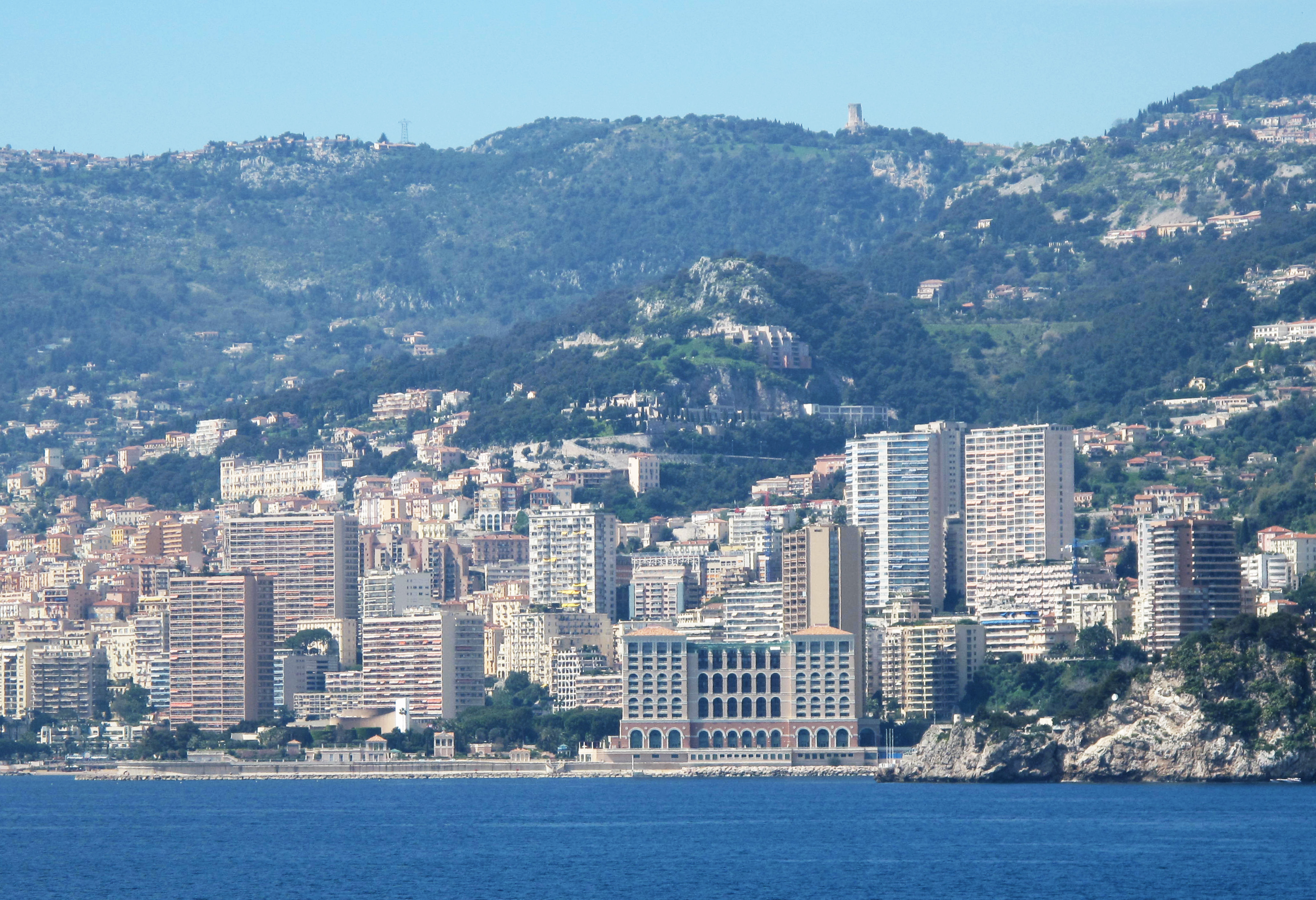
Le Trophée est visible au-dessus de Monaco.
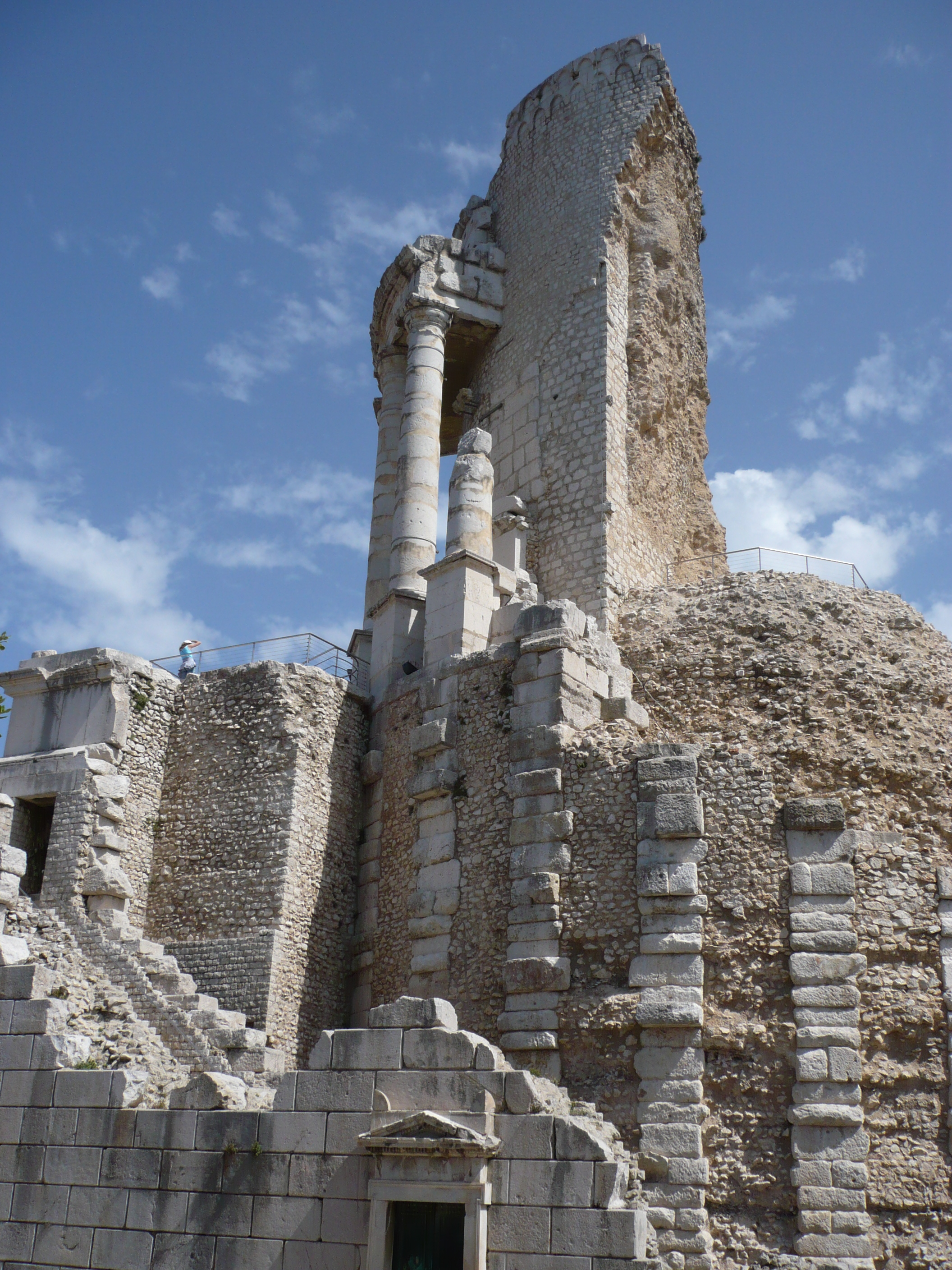
Structure du monument.
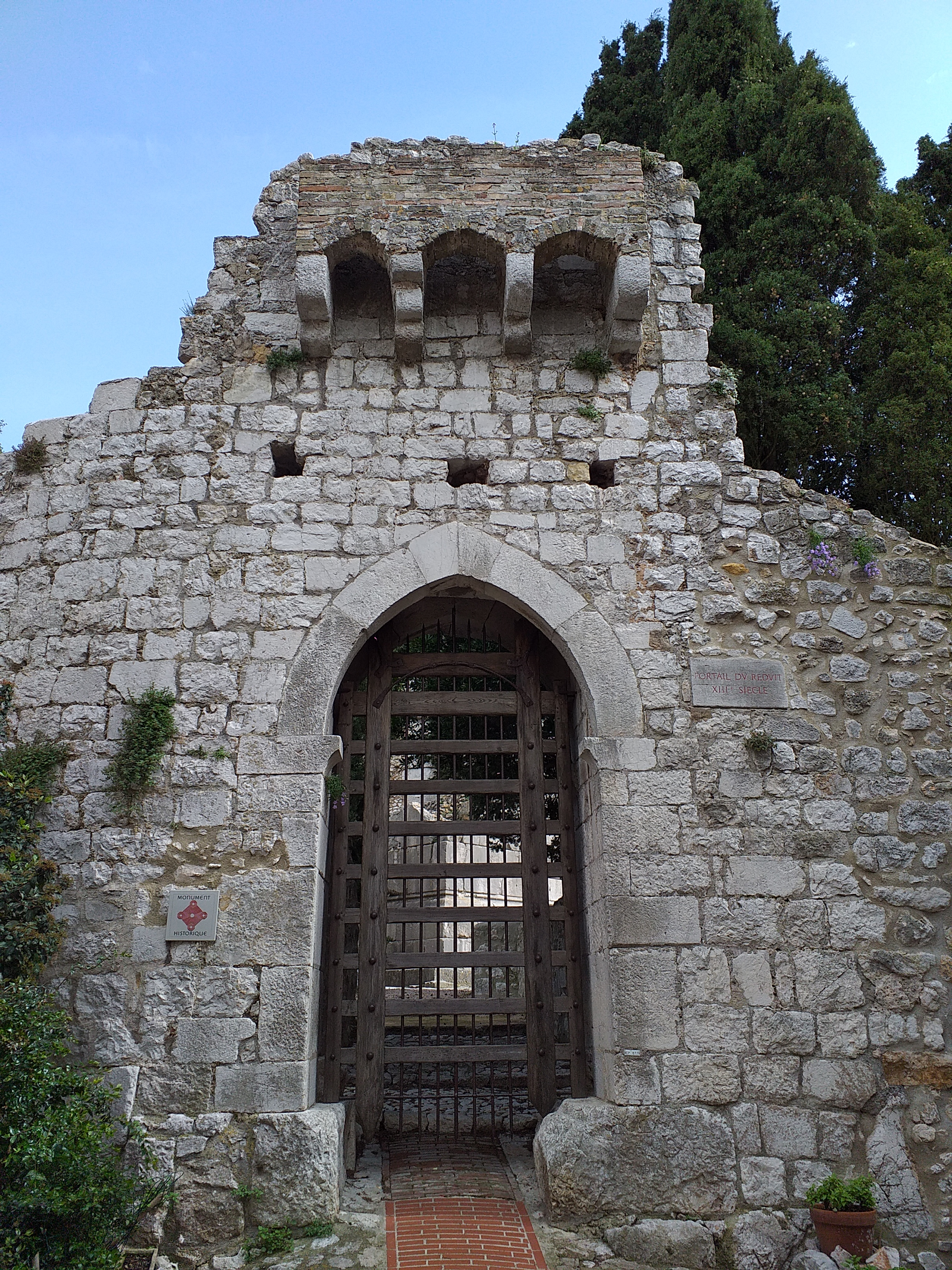
Portail du réduit.

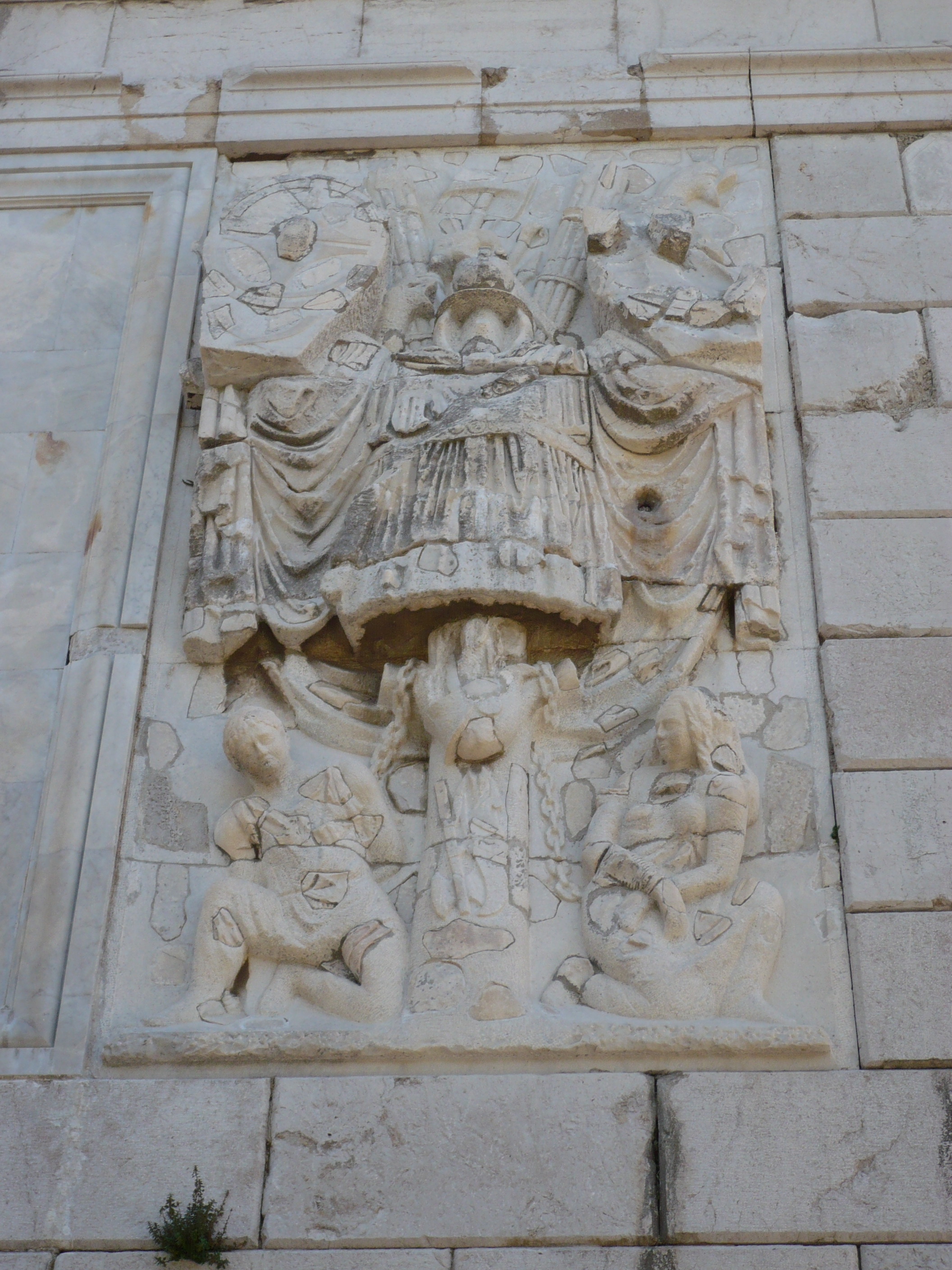
Sculptures extérieures.
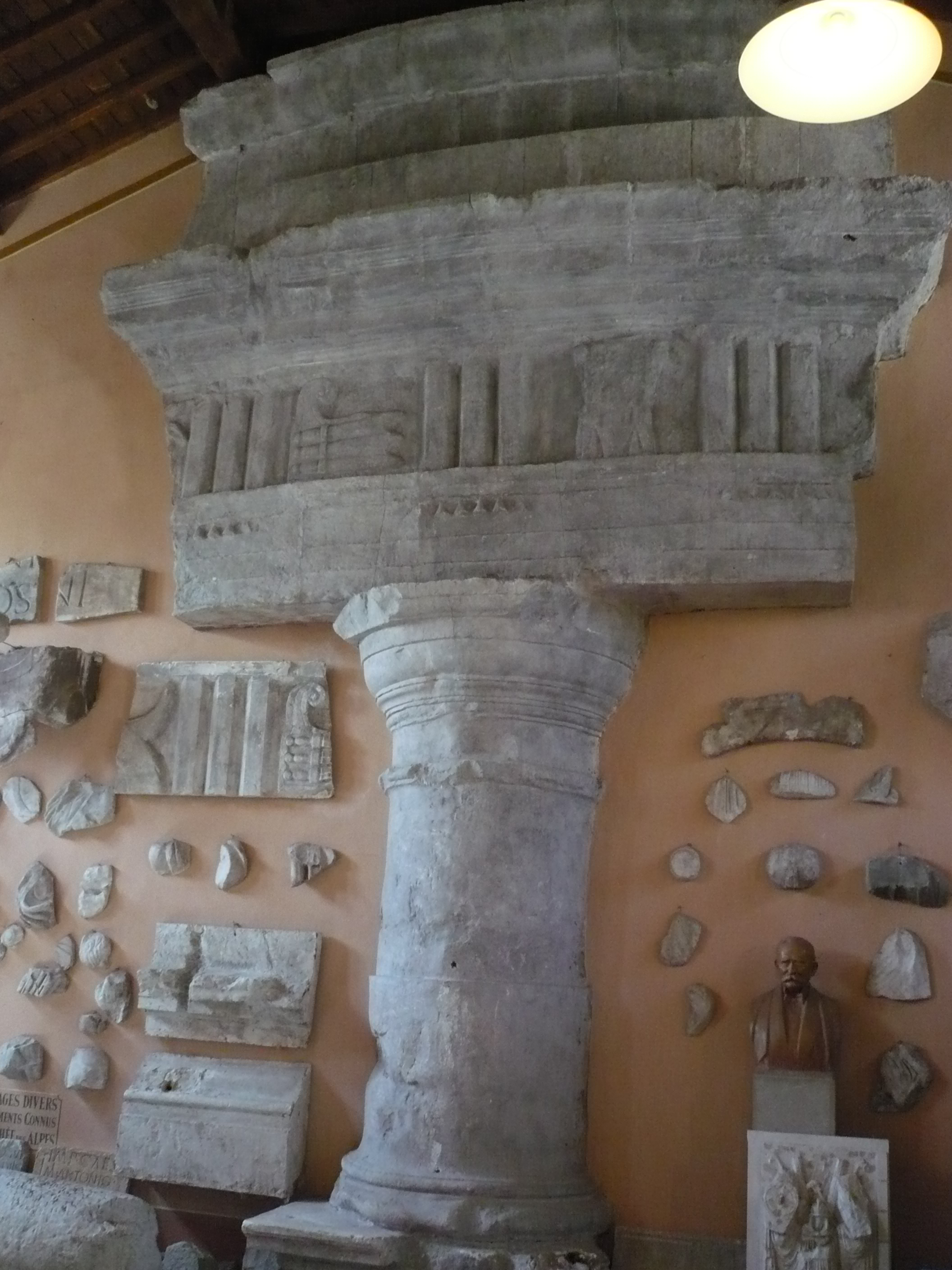
Éléments architecturaux.